# 東京都立竹台高等学校
東京都立竹台高等学校（とうきょうとりつ たけのだいこうとうがっこう）は、東京都荒川区東日暮里五丁目に所在する都立高等学校。

## 沿革
- 1935年 - 第四東京市立高等女学校として下谷区上野公園凌雲院内に設立。深川・忍岡・目黒に次ぐ4校目の市立高女。
- 1943年 - 東京都制施行により校名を東京都立竹台高等女学校と変更。
- 1948年 - 学制改革に伴い東京都立竹台女子新制高等学校と校名変更。
- 1950年 - 東京都立竹台高等学校と校名変更。

## 交通
- JR京浜東北線鶯谷駅 徒歩6分
- JR常磐線・京浜東北線・京成線日暮里駅 徒歩8分
- 東京メトロ日比谷線入谷駅 徒歩15分

## 著名な出身者
- 竹久みち - 実業家
- 有吉佐和子 - 小説家 / 疎開で和歌山高女に転校、のち光塩高女、府立五女へ
- 門野晴子 - 教育評論家
- 加藤和彦 - 歌手、作曲家
- 片岡鶴太郎 - お笑いタレント、俳優、作家
- 林家正蔵（9代目） - 落語家、旧名林家こぶ平
- 塚田きよみ - 女優
- 梅沢昌代 ‐ 女優
- 大谷育江 - 声優
- 林家三平（2代目） - 落語家、9代目正蔵の実弟、旧名林家いっ平
- 菅原勇介 - キックボクサー
- 早野凡平 - タレント
- 中野幹士 - プロボクサー